# Kızkalesi
Kızkalesi è una località balneare sul Mar Mediterraneo della Turchia meridionale, facente parte della provincia di Mersina e del distretto di Erdemli. Conta una popolazione di circa 1.600-1.700 abitanti.
La località, che prende il nome dal castello omonimo, si trova dove sorgeva l'antica Corico.

## Geografia fisica
Kızkalesi si trova a sud-ovest di Mersin, tra le località di Erdemli e Silifke (rispettivamente a sud-ovest della prima e ad est/nord-est della seconda), nel tratto di costa che si apre verso la pianura di Çukurova. Da Mersin dista circa 60 km.

## Monumenti e luoghi d'interesse

### Architetture militari

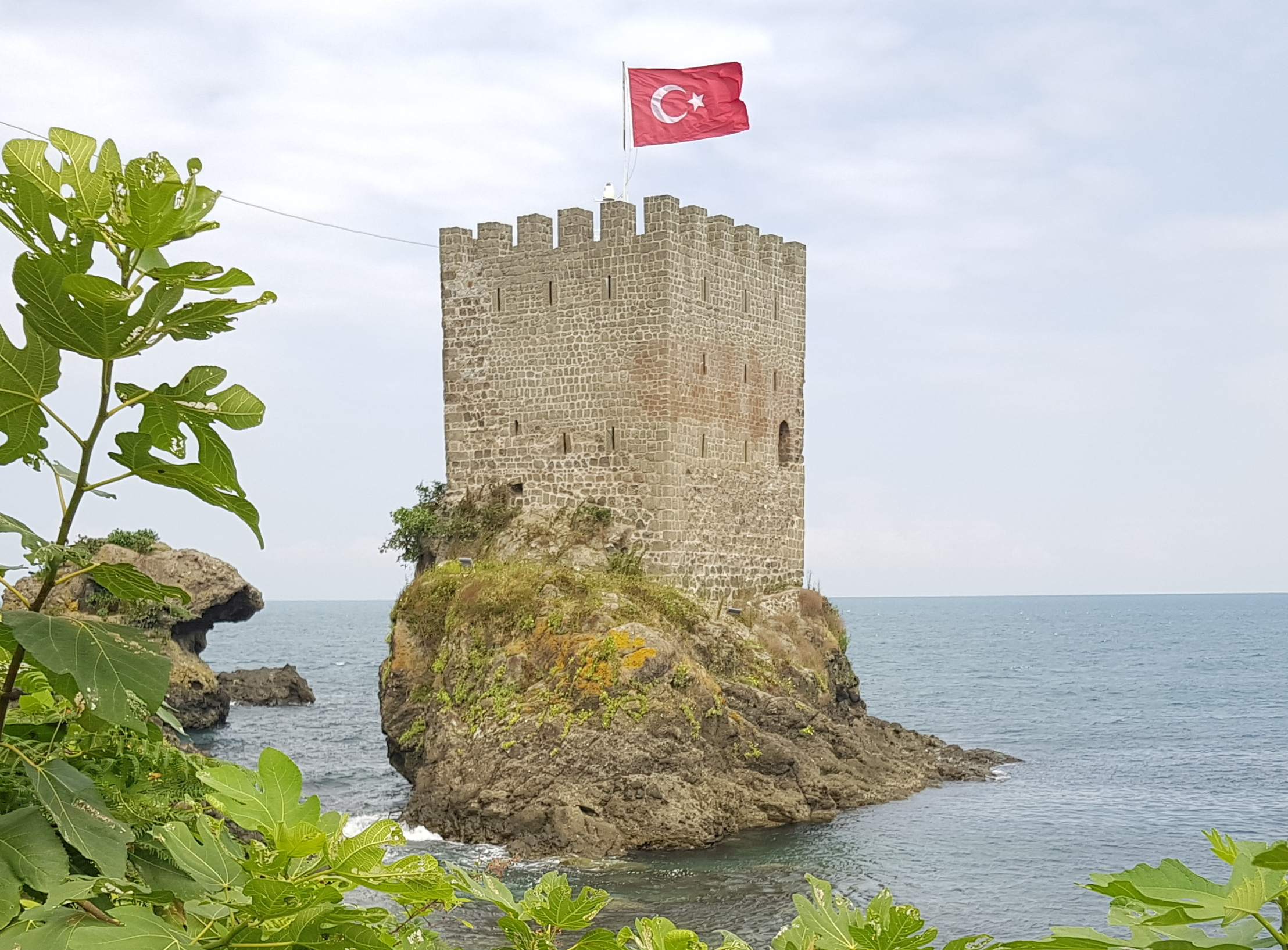
Fortificazione a Kızkalesi

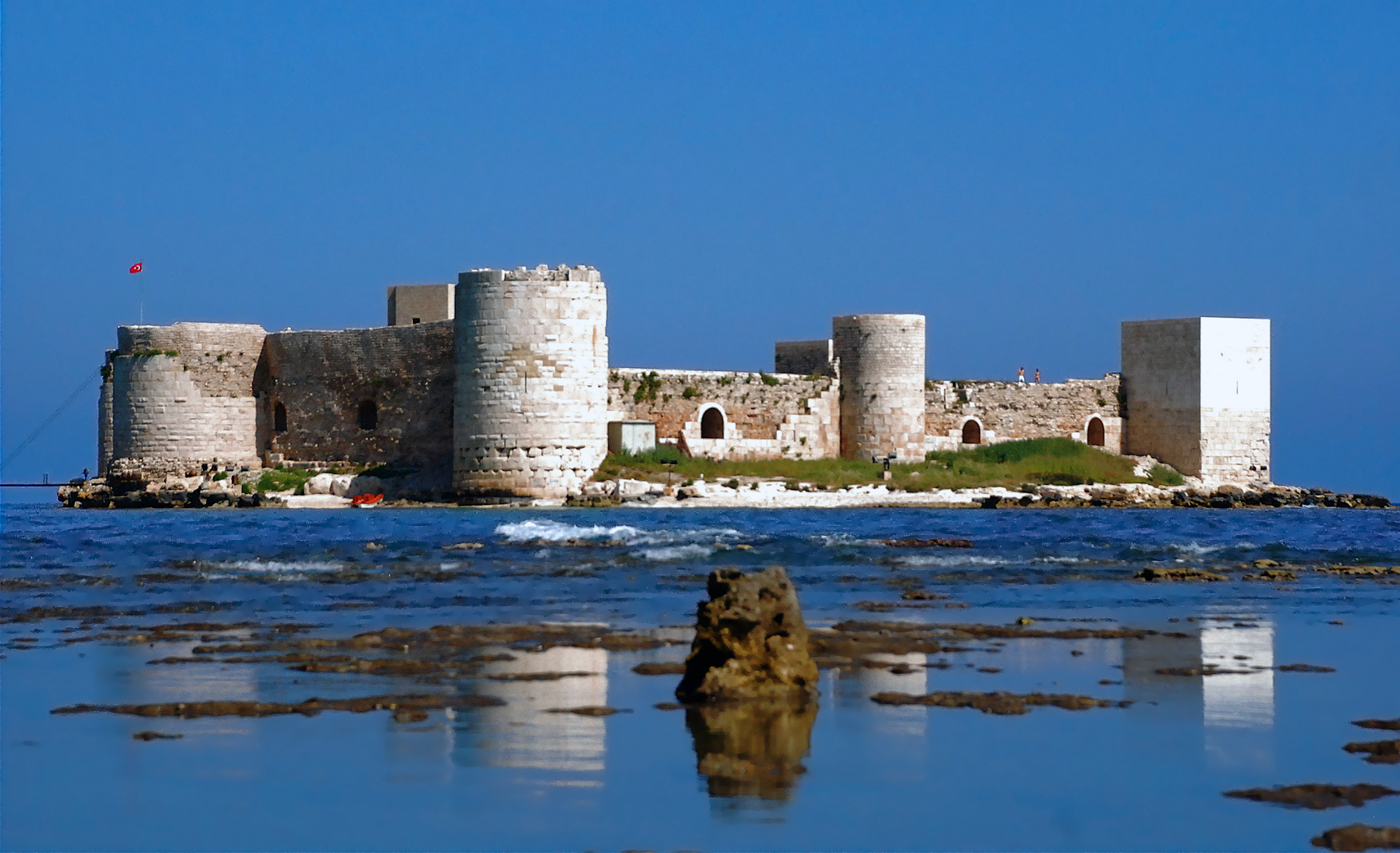
Il Kızkalesi ("castello della ragazza") o Deniz Kalesi ("castello sul mare")

A Kızkalesi si trovano due fortezze.
Il primo castello, che dà il nome alla località, si trova su un'isola di fronte alla spiaggia: risalente al XII secolo, deve il proprio nome Kızkalesi, che significa "Castello della ragazza", ad una leggenda secondo la quale un padre geloso vi avrebbe rinchiuso la figlia.
Lungo la costa si trova invece una fortezza "gemella".

### Siti archeologici
Nei dintorni di Kızkalesi si trovano le rovine dell'antico centro portuale di Elaiussa Sebaste, che comprendono anche un antico teatro.
Elaiussa comprende una necropoli di età romana, che, come altre nella medesima regione. rano edificate lungo le vie di accesso principali ai centri urbani dell'epoca, creando una loro estensione che arrivava fino alla prima periferia. Al suo interno, erano ospitati anche templi dedicati alle divinità pagane del pantheon latino, agorà, terme, teatri e residenze.

Distribuite in tutta la Cilicia Trachea, sono pervenute all'età moderna in ottimo stato di conservazione, malgrado i danni generati dalle sollecitazioni sismiche ai muri perimetrali, dall'attività dei tombaroli e dal reimpiego come luogo di rifugio o riparo per gli scopi più variegati, sino a quelli dell'epoca odierna (depositi, stalle, box auto, e, fino al XIX secolo, dimore private).
Altri esempi di necropoli ben conservate si trovano nell'entroterra cilicio, a Diocaesarea e (Uzun-caburc) e Olba (Ura), Cambazli, Erdemli o Seleucia a Calycadus (Sifilke), Theimussa (Uçagiz) e Simena (Kale). Lo stesso tipo di integrazione fra tombe rupestri, paesaggio e vegetazione nonché la popolazione autoctona si rinviene anche in Licia, a Xanthos, Istlada (Davazlar), Cya-enai (Yavu), Trysa (Gölbaşı) e Sura.

Gli edifici funebri erano edificati con pietra locale. Nella parte a nord di Elaiussa si trovano tombe a tempio realizzate con blocchi di pietra locale molto porosa e posati a secco, confinanti con le più piccole "tombe a casa" che si contraddistinguono per una fattura in pietre non lavorate, allettate da uno strato di malta.
Le litografie e immagini dei diari di viaggio di De Laborde documentarono nel 1838 «l’esistenza di un legame molto forte fra gli abitanti dell’Asia Minore e le tracce superstiti della classicità, e come tale rapporto costituisse una forma di ‘conservazione alternativa’ del patriomonio che, invece di basarsi su di una tutela passiva o sull’idea di ‘opera chiusa’, si fondasse sulla possibilità di trasformare i beni e di modificarli allo scopo di rispondere alle esigenze contemporanee».

### Aree naturali
Nei dintorni di Kızkalesi, si trova una voragine di 60 metri nota come Kanlıdivane ("luogo del sangue"), un tempo venivano gettati i prigionieri e ora diventata un riparo per la fauna locale.

## Società

### Evoluzione demografica
Nel 2018, la popolazione stimata di Kızkalesi era di circa 1.663 abitanti.
La località ha conosciuto un calo demografico rispetto al 2013, quando la popolazione stimata er pari a 1.673 abitanti e soprattutto rispetto al 2009, quando la popolazione stimata era pari a 1.963 abitanti.

## Sport
Nel 2013, Kızkalesi ospitò le partite di beach volley dei XVII Giochi del Mediterraneo, che avevano come sede principale la città di Mersin.